# Woodhenge
Woodhenge è un henge di classe I risalente al neolitico, nonché un cerchio di legname, situato nel patrimonio dell'umanità dell'UNESCO di cui fa parte anche Stonehenge, nel Wiltshire, Inghilterra. Si trova 3 km a nord-est di Stonehenge, nel comune di Durrington, subito a nord di Amesbury.

## Scoperta
Woodhenge fu identificato nel 1925 dopo una ricognizione aerea archeologica svolta da Alexander Keiller e Osbert Guy Stanhope Crawford. Crawford attribuì la scoperta ad una foto aerea scattata dal caposquadra Gilbert Stuart Martin Insall, VC, nel 1925. Maud Cunnington scavò il sito tra il 1926 ed il 1929.

## Datazione
Le ceramiche rinvenute nello scavo furono dichiarate coerenti con lo stile del medio neolitico.  Quindi la struttura fu probabilmente eretta durante il periodo delle somiglianze culturali noto come Beaker. La cultura di Beaker si sviluppò tra il tardo neolitico e l'inizio dell'età del bronzo, e comprendeva sia i vasi campaniformi da cui questo gruppo prende il nome, sia ceramiche di altri stili del tardo neolitico e dell'inizio dell'età del bronzo.

## Struttura
Cunnington era convinta che il sito fosse composto da una sepoltura centrale, circondata da sei cerchi concentrici di posthole, quindi da un singolo fossato e infine da un terrapieno esterno, largo circa 85 metri. La sepoltura era quella di un bambino che, secondo Cunnington, sarebbe stato un sacrificio. Sfortunatamente, dopo lo scavo, il corpo fu distrutto a Londra durante la Battaglia d'Inghilterra nel 1940, e quindi un riesame non è stato possibile. Cunnington trovò anche lo scheletro di un adolescente nella parte di fossato che scavò.
Molti dei 168 posthole contenevano blocchi di legno, anche se Cunnington dimostrò che un paio di pietre potevano essere poste tra il secondo e il terzo anello. Recenti scavi (2006) hanno indicato che vi erano, effettivamente, numerose pietre nel sito, sistemate in una "cala". Il buco più profondo misura 2 metri di profondità, ed è stato stimato che il legno inserito al suo interno fosse alto fino a 7,5 metri dal suolo. Si è stimato che i pezzi di legno utilizzati fossero pesanti fino a 5 tonnellate, e la loro sistemazione era simile a quella di Stonehenge. La posizione dei buchi è oggi segnata con pezzi di moderno cemento che rendono esteticamente l'idea di come dovesse apparire al tempo.

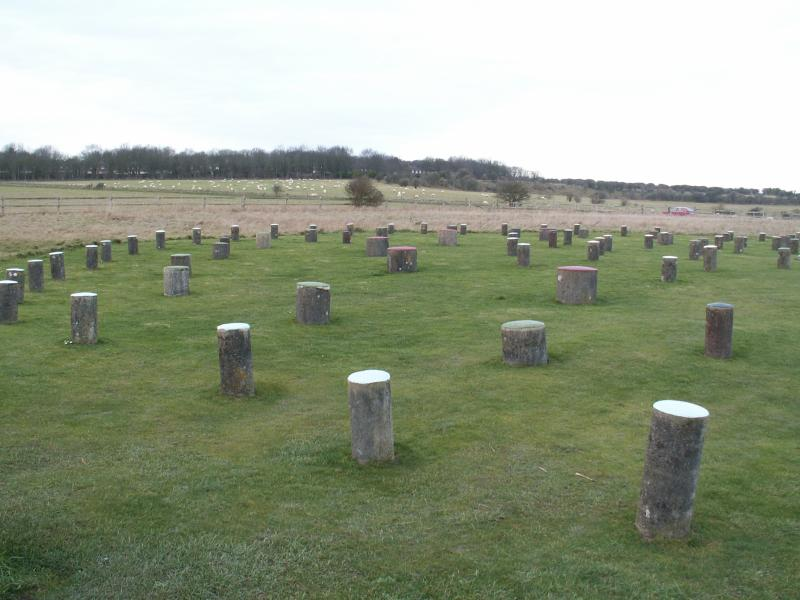
Pilastri di cemento che segnalano le buche di Woodhenge

Cunnington fece ulteriori paragoni con Stonehenge; entrambi hanno entrate orientate approssimativamente con l'alba del solstizio d'estate, e il diametro dei cerchi di legno di Woodhenge e di quelli di pietre di Stonehenge sono simili, per questo motivo gli è stato dato un nome tanto simile al "gemello".

## Relazione con altri monumenti
In seguito alle scoperte di Cunnington, un nuovo cerchio di legno di dimensione simile è stato scoperto nel 1966 a non più di 500 metri.
Vi sono varie teorie riguardo a possibili strutture in legno che potrebbero essere state poste nel cerchio o nelle vicinanze, per il fatto che potevano essere allineate col sole all'orizzonte. Per molti anni gli studi di Stonehenge hanno oscurato qualsiasi nuova scoperta nello studio di Woodhenge. Nuove analisi sono ora promosse dallo Stonehenge Riverside Project per studiare meglio il sito.

## Nei media
Woodhenge è un brano musicale di un album del 1979 intitolato Platinum, e del lato 'b' del singolo "Blue Peter" di Mike Oldfield. In seguito apparve anche nella raccolta The Platinum Collection dello stesso artista.